# أزمة الطيران البرازيلية 2006-07

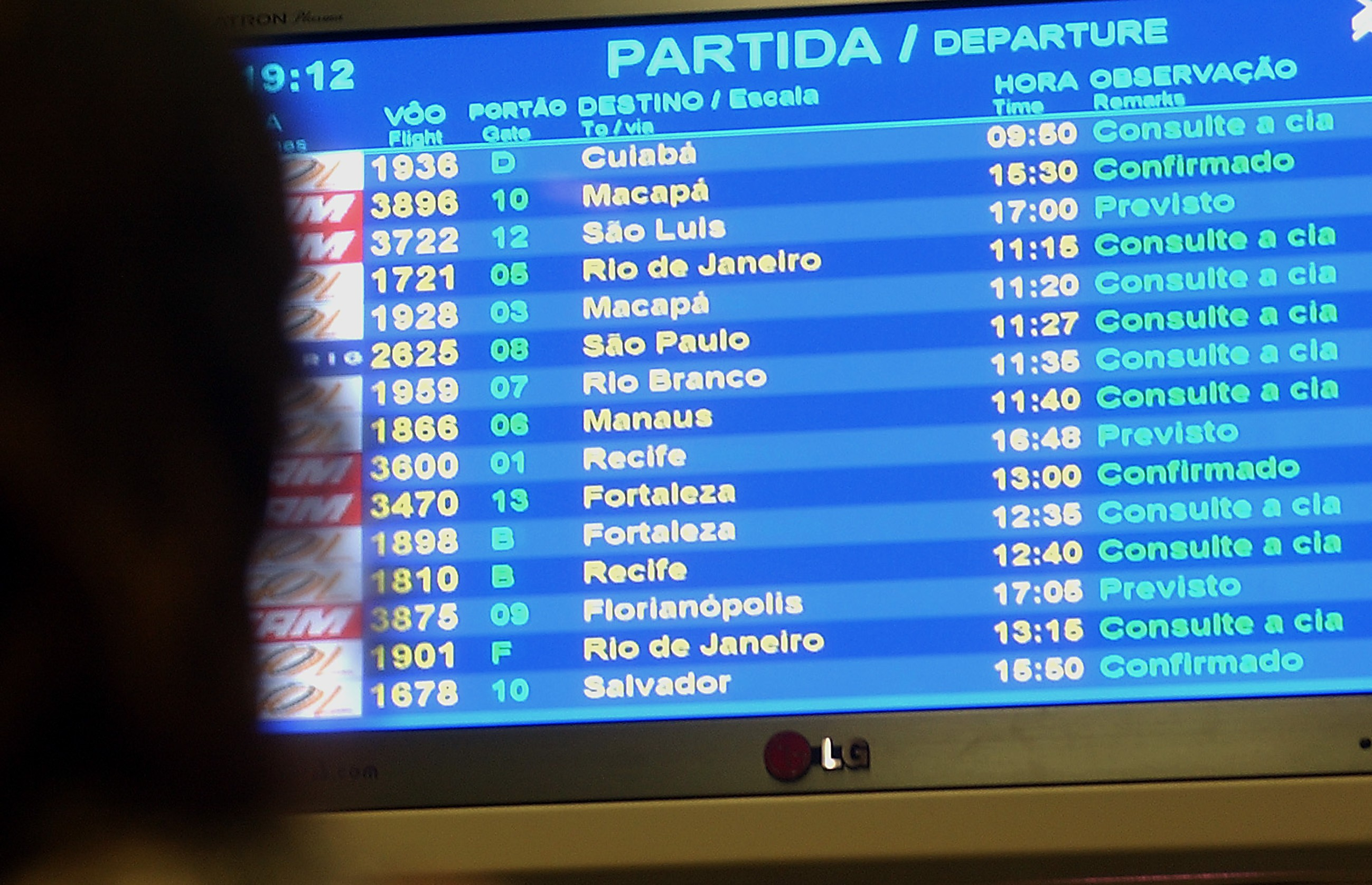
سواء إدراة الطيران البرازيلي 2006_2017

أزمة الطيران البرازيلية 2006-2007 كانت أزمة في نظام الطيران المدني في البرازيل تميزت بتأخيرات وإلغاءات ضخمة للرحلات الجوية، وإضرابات مراقبي الحركة الجوية ومخاوف تتعلق بالسلامة بشأن المطارات والبنية التحتية في البرازيل. بدأ ظاهريًا بعد طيران جول ترانسبورتيس الرحلة 1907 في سبتمبر 2006، وامتد إلى يناير 2008. بينما أعلنت الحكومة سلسلة من الإجراءات التي تهدف إلى التخفيف من آثارها، لم يتم العثور على حل واضح. في البرازيل أطلق على الأزمة اسم («تعتيم جوي»)، في إشارة إلى أزمة الطاقة التي مرت بها البرازيل بين عامي 2001 و2002.

## رد فعل الإدارة
بدأ رد فعل الإدارة بصراع داخلي بين القيادة العسكرية والمدنية حول التفاوض مع مراقبي الحركة الجوية. نظرًا لموقعهم العسكري لم يكن لهم الحق في التفاوض أو رفع المظالم خارج نطاق قيادتهم. ضغطت الحكومة المدنية من أجل اتباع نهج عملي، بينما اتخذ الجيش بهدف حماية الانضباط وجهة نظر أكثر تشددًا. بينما تفاوضت الحكومة المدنية في البداية مع المراقبين، في يونيو 2007 حكومة لولا طردت 14 مراقبا عسكريا واعتقلت 2 آخرين بتهمة التمرد.
مع الجمهور تعرضت الإدارة لانتقادات شديدة بسبب تعليقات غير حساسة في بعض الأحيان. في 9 يونيو 2007 سأله الصحفيون عما يجب على الركاب فعله أثناء انتظار الرحلات المتأخرة أجابت وزيرة السياحة مارتا سوبليسي بـ «استرخِ واستمتع بها»، وهو تعبير جنسي شائع يتعلق بسلوك يُفترض أنه يُنصح به لضحايا الاغتصاب، والذي يمكن أن يعني أيضًا «عدم الاهتمام». اعتذرت مارتا رسميًا في نفس اليوم معربة عن أسفها لتعليق «مؤسف».
بعد ثلاثة أسابيع حاول وزير المالية جويدو مانتيجا التقليل من الأزمة، قائلاً إن الأزمة كانت ثمن الرخاء. وقال إنه يعتقد أن الأزمة كانت بسبب «زيادة حركة المرور بسبب ازدهار البلاد».
بعد عشرة أشهر من بداية الأزمة، في يوليو 2007 أدلى الرئيس لولا دا سيلفا ببيان على التلفزيون الوطني، أقر فيه بوجود أزمة، وبينما لم يعرض إجراءات محددة لتحسين نظام مراقبة الحركة الجوية فقد فعل إلزام الإدارة بحل بعض الانتقادات المفروضة على مطار كونجونهاس. خلال الأسبوع التالي، أقال الرئيس وزير الدفاع والدير بيريس. الوزير الجديد المعين ليحل محله كان رئيس المحكمة الاتحادية العليا السابق نيلسون جوبيم. تعهد الرئيس لولا بتحسين نظام مراقبة الحركة الجوية البرازيلي.